# 大経師昔暦
『大経師昔暦』（だいきょうじ むかしごよみ）は、近松門左衛門作の人形浄瑠璃。のちに歌舞伎化された。正徳5年（1715年）春、大坂の竹本座で初演。
天和3年（1683年）に京都で発生したおさん茂兵衛の姦通事件に取材したもの（この事件は井原西鶴『好色五人女』（1686年刊行）巻三の題材にもなっている）。『鑓の権三重帷子』、『堀川波鼓』とともに、近松の三姦通物の一つとされる。

## あらすじ

### 上之巻（大経師内の段）
貞享元年（1684年）11月1日、京都の大経師家。この日は来年の暦を披露する、一年で最も忙しく晴れやかな日である。主手代の助右衛門が登場し、状況を説明する。
おさんの母は祝いと称して大経師家を訪れるが、おさんに実家の岐阜屋が借財の返済に困っており「頼むはそなたばかり」と銀1貫目の借用を申し込む。おさんは、夫に相談しては実家の恥となる借用の相談を手代の茂兵衛にする。引き受けた茂兵衛は、「親の恥は娘の恥、舅の恥は婿の恥」であり、恥をすすぐことは主人夫妻のためになることだからと、主人以春の印判を持ち出すが、しかし運悪く白紙に判をつくところを助右衛門に見られる。茂兵衛は厳しく追及するが、普段と異なる茂兵衛の行為には何か原因があるはずだと、正直な告白を求める。茂兵衛に思いを寄せていた女中の玉は、茂兵衛をかばうために、借金に困っている伯父（赤松梅龍）のために自分が金策を頼んだのだと申し立てる。しかし、以春は玉を狙っていたために「うぬらは密通か」とかえって怒りを爆発させ、おさんの詫び言も聞かずに茂兵衛を隣の空き家の二階に監禁する。以春は、帰りが遅くなるから言い残し、岐阜屋に報告に行く。
夜更け、おさんは玉の寝所に赴いて事情を打ち明けて昼間の礼を言う。玉は、惚れた茂兵衛のために一肌脱いだまでと言うとともに、毎夜以春がしつこく忍んできては自分を口説くと告げる。おさんも立腹し、以春に恥をかかせるためにお玉と部屋を取り換えて以春を待つ。しかし、そこにやってきたのは茂兵衛であった。茂兵衛はお玉が自分に寄せる恋情を知り、それを一度でもかなえさせようと思ったのであった。おさんは相手を以春と思い込んだまま、暗闇の中で肌を合わせる。しかし事終わったのち、外から帰ってきた以春の迎えに出た助右衛門の行灯の光で、二人は錯誤を知る。

### 中之巻（岡崎村梅龍内の段）
舞台は洛東岡崎村、浪人赤松梅龍の家。太平記の講釈を業とする梅龍は、玉の伯父であり身元の請人である。夜、家に帰ってきた梅龍のもとに、助右衛門が玉を縛り上げてやって来る。おさんと茂兵衛が家を出たという事件を告げ、お玉がこの「密通」の仲介をしたというのである。梅龍は助右衛門を追い返す一方、お玉には主人のために命を惜しんではならないと諭す。
二人で家を出たおさんと茂兵衛は、奈良や伏見や堺を流浪した末、お玉の身を案じて梅龍の家の前にやって来ており、軒下にたたずんで様子をうかがっていたが、二人を思うお玉の言葉を耳にして涙にくれる。そこにおさんの両親（道順夫妻）が、黒谷（金戒光明寺）に向かう途中に通りかかったのと偶然に出会う。道順は不祥事を起こした娘を叱責する一方で、本当の不義を犯したのではないから逃げさせてやりたいという心情の葛藤も吐露する。茂兵衛は自分ひとりで咎を負うと申し出るが、おさんは聞き入れず、二人で茂兵衛の在所である丹波柏原に逃れることとする。道順は、黒谷の和尚に返すつもりであった銀1貫目を落としたことにして、二人に与えて逃す。

### 下之巻（奥丹波隠れ家の段）
場面は奥丹波柏原。おさんと茂兵衛は借家住まいをして潜んでいたが、おさんは正月の万歳に正体を見破られる。茂兵衛も噂話によって、助右衛門たちが隣村にまで来ていること、京都からの手配状が回って来て捕縛の手が伸びていることと知る。二人は丹後宮津の茂兵衛の身内を頼って逃げることにするが、別れの際に道順から餞別に与えられた金の残り（銀800目）を家主の助作に預けていたため、これを返してもらおうと助作のもとに赴く。しかし、助作がなにかと口実をつけて引き延ばしているうちに、捕手の役人に踏み込まれて捕縛される。二人の態度は堂々としたものであり、おさんは「親の情」の銀を黒谷に返すように言う。そこへ梅龍が玉の首（首桶）をもって駆け付け、すべての罪をお玉に着せることで二人の助命を乞うが、役人からはかえって二人の身の潔白を示す玉という証拠人がなくなってしまったと退けられる。おさんと茂兵衛は京都に引き立てられる。
牢舎への道行には「おさん茂兵衛こよみ歌」が挟まれる。道順夫妻は、自分たちを身代わりにして二人を助けてほしいと懇願するが、追い払われる。そこへ、黒谷の東岸和尚が登場し、二人に衣をかぶせて、「衣の徳」によって「助けた」と呼ばわり、人々も道順夫妻も喜びの声を上げる。

## 主な登場人物
おさん
大経師以春の妻。
茂兵衛
大経師家の手代。嫌われ型の助右衛門とは対照的に、女中たちからの人気も高い。
以春
大経師家の主。
助右衛門
大経師家の主手代。「この家の束ね」として主人以春も一目を置く存在であり、奉公人たちに監視の目を光らせる。一方で、おさんによからぬ思いを寄せてもいる。
お玉
女中。両親はすでに亡く、伯父の赤松梅龍が唯一の肉親。
岐阜屋道順夫妻
おさんの両親。岐阜屋はもともとは「株の家」という格式ある商家であったが、経営は傾いている。道順が家をひそかに二重抵当に入れていたのが発覚し（周囲に知られれば家の面目を失うことになる）、債権者から返済か家の明け渡しかを迫られたことから、銀1貫目を母がおさんに内密に借りに来ることになる。
赤松梅龍
講釈師。お玉の伯父で、請人でもある。70歳前後で「一理窟ある顔つき」。

## 解説
おさん茂兵衛の物語は、事件後間もない時期より歌祭文に歌われ、西鶴の『好色五人女』巻三「中段に見る暦屋物語」（通称「おさん茂右衛門」。西鶴では茂兵衛に当たる人物が「茂右衛門」とされている）で扱われていたことで、人口に膾炙していた。元禄年間前半と推定される時期には大坂で『大経師』という歌舞伎狂言が演じられている（ただし内容の詳細は不明）。
近松がおさん茂兵衛の物語に携わったのは『大経師昔暦』が初めてではなく、元禄11年（1698年）には、京都の万太夫座の役者兼作者である金子吉左衛門（俳名：一高）が近松門左衛門と合作で「おさん茂兵へ」の脚本を制作している。この作品は伝わっていないが、金子の日記（『金子一高日記』）によれば主導権は金子が握っていたようで、近松が自らの構想を十分に生かせるものではなかったと推測される。
正徳5年（1715年）の初演は、実説のおさん茂兵衛の三十三回忌に合わせたものであり、追善曲としての性格を持つ。僧侶による救済は追善曲ではよく用いられるプロットである。「助ける」の意味については、文字通りの助命に成功したという解釈と、刑死後の極楽往生による救済という解釈がある。
なお、本作では実説と異なり貞享元年（1684年）の年末という設定になっているが、これは新たな暦法（貞享暦）による最初の暦の発行という晴れがましい出来事と重ね合わせるためとみられる。
同じ題材を扱った『好色五人女』では愛欲が中心に描かれたが、この作品ではおさんと茂兵衛の間に恋愛感情がないと設定されているのが特徴である（広末保は「意志なき姦通」と呼んでいる）。ただし強い信頼関係にあったことが示されており、逃避行の中で主従的な（上下関係のある）信頼関係が水平的で強い連帯関係に変化していくという指摘がある。

## 改作とその後の関連作品
『大経師昔暦』にはいくつかの改作があるが、その中では1740年に初代並木正三が手掛けた『恋八卦柱暦（こいはっけはしらごよみ）』が著名で、江戸時代にはもっぱら『恋八卦柱暦』が上演された。
第二次世界大戦後、川口松太郎が『大経師昔暦』をもとに戯曲化（小説「おさん茂兵衛」として『オール読物』に掲載、のち「近松物語」と改題）。この川口の戯曲をもとに、溝口健二監督・依田義賢脚本で制作されたのが映画『近松物語』であるが、映画では近松の『大経師昔暦』と西鶴の「おさん茂右衛門」を合わせたもので、前半は近松、後半は西鶴の筋に寄せている。